# Minicymbiola
Minicymbiola là một chi ốc biển, là động vật thân mềm chân bụng sống ở biển trong họ Volutidae.

## Các loài
Các loài thuộc chi Minicymbiola bao gồm:
- Minicymbiola corderoi (Carcelles, 1953)[2]